# Peucedanum physospermioides
Peucedanum physospermioides är en flockblommig växtart som beskrevs av Joseph Friedrich Nicolaus Bornmüller och Erwin Gauba. Peucedanum physospermioides ingår i släktet siljor, och familjen flockblommiga växter. Inga underarter finns listade i Catalogue of Life.